# Emilia
Emilia je žensko osebno ime.

## Izvor imena
Ime Emilia je različica ženskega osebnega imena Emilija .

## Pogostost imena
Po podatkih Statističnega urada Republike Slovenije je bilo na dan 31. decembra 2007 v Sloveniji število ženskih oseb z imenom Emilia: 27.

## Osebni praznik
Osebe z imenom Emilia lahko godujejo takrat kot osebe z imenom Emilija.